# 11737 Gregneat
11737 Gregneat eller 1998 QL24 är en asteroid i huvudbältet som upptäcktes den 17 augusti 1998 av LINEAR i Socorro County, New Mexico. Den är uppkallad efter Greg Neat.